# Über dem Kegeltor

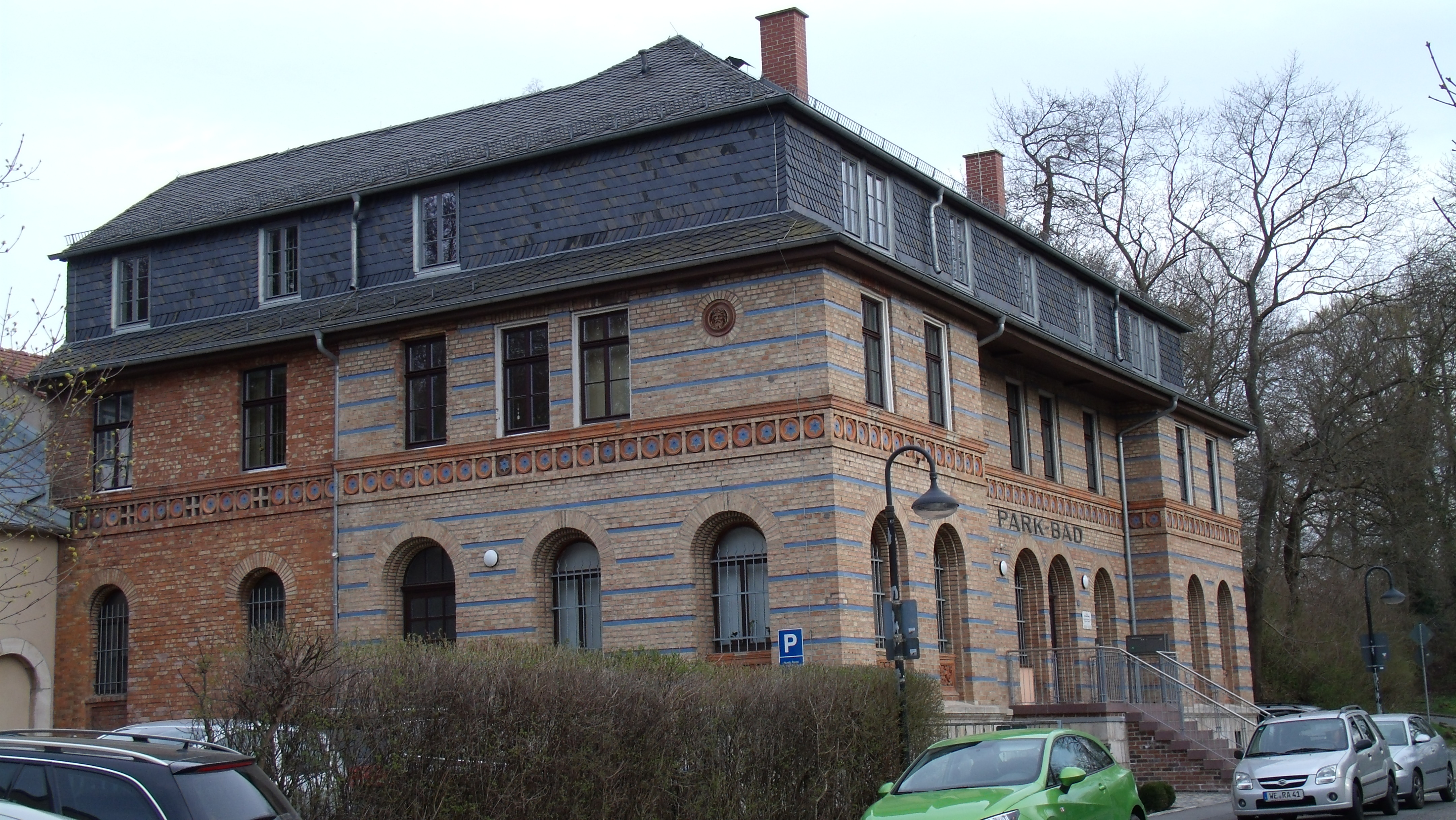
Über dem Kegeltor 1

Die Straße Über dem Kegeltor in Weimar ist ein Straßenzug, der nach dem ehemaligen Kegeltor (Weimar) benannt wurde. Sie liegt in der Parkvorstadt und ist eine Anliegerstraße im Bereich des Ilmparks. Dort befindet sich auch die Kegelbrücke. Sie endet Am Horn. Sie wird gekreuzt von dem Rothäuserbergweg und der Leibnizallee.
Die Straße, die bis 2016 Hans-Wahl-Straße hieß, benannt nach dem Germanisten und Archivdirektor Hans Wahl, wurde nach heftigen Debatten umbenannt. Das markanteste Gebäude ist das Parkbad Über dem Kegeltor. 
Der Straßenzug steht auf der Liste der Kulturdenkmale in Weimar (Sachgesamtheiten und Ensembles).